# Johann Nepomuk Schleuniger
Johann Nepomuk Schleuniger (* 29. Juni 1810 in Klingnau, Kanton Aargau; † 9. Oktober 1874 ebenda) war ein Schweizer Lehrer, Politiker, Journalist, Redaktor und Verleger.

## Leben und Werk
Schleuniger war der Sohn des Zimmermanns Stephan und der Elisabeth, geborene Häsele. Nachdem Schleuniger die Sekundarschule in Zurzach absolviert hatte, besuchte er das Lyzeum, wo er u. a. von Joseph Eutych Kopp und Jean Baptiste Girard unterrichtet wurde. In Luzern lernte er seine spätere Frau Theresia, geborene Götte, kennen, die er 1836 heiratete.
Da sich Schleuniger zum Lehrer ausbilden wollte, bewarb er sich 1832 um ein aargauisches Stipendium und erhielt ein volles Stipendium von 1200 Schweizer Franken für drei Jahre. So konnte Schleuniger sein Studium an der Universität München fortsetzen, wo er neben Philosophie Naturwissenschaften und Mathematik studierte. Seine Lehrer waren u. a. Joseph Görres und Friedrich Wilhelm Joseph Schelling. Wegen seiner finanziell prekären Lage entschloss sich Schleuniger nach zwei Semestern, sein Studium an der Universität Berlin fortzusetzen. Seine Studienzeit beendete er im Sommer 1835 mit einem Pariser Semester. Als die letzte Stipendienrate nicht rechtzeitig in Paris eintraf, musste Schleuniger mit einem Berner Studienkollegen zu Fuss in die Heimat wandern. Sie erreichten sie in neun Tagen im Juli 1835. Wenige Monate später bestand Schleuniger die aargauische Staatsprüfung für Bezirkslehrer und wurde im Februar 1836 durch den Schulrat als Lehrer an die Bezirksschule Baden gewählt. Frisch verheiratet, konnte er dank der Mitgift seiner Frau ein Haus erwerben.
Schleuniger gab 1839 bei Zehnder in Baden aus dem Nachlass des jung verstorbenen, aus Schwändi stammenden Zurzacher Bezirkslehrers, Dichters und radikalen Patrioten Kaspar Schiesser (1812–1839) eine Anthologie heraus, die längere Zeit als Schulbuch benutzt wurde. Kurz vor Schleunigers Eintritt in den Grossen Rat des Kantons Aargau trat Eduard Dorer-Egloff aus diesem zurück. Als liberal-konservativer Politiker gehörte Schleuniger dem Grossen Rat von 1842 bis 1846 an. Nachdem die Regierung die Badener Artikel in Kraft hatte treten lassen und sich daraus der Aargauer Klosterstreit entwickelt hatte, wandelte sich Schleuniger zum entschiedenen Gegner der radikalen Regierungspartei und wurde der Anführer der katholischen Opposition.
Als Redaktor und späterer Leiter an der am 1. April 1842 in Baden herausgekommenen Stimme von der Limmat wurde Schleuniger in mehrere Presseprozesse verwickelt und verurteilt. Auf Neujahr 1844 trat Schleuniger formell von der Redaktion der Stimme von der Limmat zurück.
Als der Regierungsrat auf Schleunigers Wunsch nicht einging, ihn für seine redaktionelle Arbeit entweder von den Grossratssitzungen oder für das Lehramt zu beurlauben, wurde er im Januar 1844 vom Kantonsschulrat seiner Lehrstelle, von der er schon im Dezember suspendiert worden war, enthoben. Schleuniger beabsichtigte nun, sich in München dem Studium der Rechte zu widmen, was jedoch vorerst nicht zustande kam.
Als auf Drängen der Tagsatzung die Frauenklöster samt Hermetschwil wiederhergestellt werden sollten, setzte sich Schleuniger vor allem mit rechtlichen Argumenten vergeblich dafür ein. Auf seine Eingabe einer verfassungsmässig zulässigen Petition hin, die das Klostervermögen als Besitz des katholischen Konfessionsteils anspricht, wurde Schleuniger angeklagt und inhaftiert. Nach seiner Entlassung gab er bei Huwiler in Baden einen Gedichtband mit teilweise politischem Inhalt heraus. Dessen Gedicht «Im Kerker» endet mit dem Zuruf an seine Gegner: «An die Wahrheit stösst sich Euer Wandeln, An der Freiheit euer Handeln!» Nach den missglückten Freischarenzügen forderte Schleuniger eine Totalerneuerung und den Rücktritt des Grossen Rates. Die Ratsmehrheit sprach sich jedoch dagegen aus. Der Verleger Josef Zehnder führte gegen Schleuniger eine aggressive Verleumdungskampagne, und kurze Zeit darauf wurde gegen Schleuniger ein Wahlbestechungsprozess angestrengt.
Dies veranlasste Schleuniger und seine Frau, die beide inzwischen in Luzern wohnten, endgültig dort zu leben und zu arbeiten. Schleuniger erwarb schon am 7. Mai 1845 das Bürgerrecht der Gemeinde Gisikon, und am 3. Dezember des gleichen Jahres erwarb er das Luzerner Kantonsbürgerrecht. Anfänglich arbeitete Schleuniger als Publizist für die Staatszeitung, dessen Redaktor Niklaus Rüttimann war, und für die Stimme von der Limmat. Zudem hatte Schleuniger auch Kontakt zu Constantin Siegwart-Müller, den er schon aus seiner Gymnasialzeit in Luzern kannte.
Am 17. Januar 1846 wurde Schleuniger als Lehrer für mathematische und naturwissenschaftliche Fächer an die Kantonsschule Luzern gewählt. Im Frühjahr des gleichen Jahres verlangte die Aargauer Justiz wegen Anklage auf Meineid seine Auslieferung, die jedoch, gestützt auf das Gutachten des Luzerner Obergerichts, von der Luzerner Regierung abgelehnt wurde. Im November 1847 sandte Schleuniger von Luzern aus eine mit den nötigen Unterschriften versehene Petition an die Aargauer Regierung, die um die Befreiung der katholischen Milizen vom bevorstehenden Sonderbundskriegs-Feldzug nachsuchte, was jedoch abgelehnt wurde.
Als der Krieg am 29. November 1847 beendet und Schleuniger inzwischen in Abwesenheit gerichtlich verurteilt war, liess die aargauische Regierung nach ihm fahnden. Schleuniger flüchtete und musste seine Frau in Luzern zurücklassen. Jahrelang hielt er sich in der Lombardei als Hauslehrer einer im Exil lebenden polnischen Grafenfamilie auf. Nach deren Rückkehr nach Polen lebte Schleuniger noch eine Zeitlang in Paris, wo er sich wissenschaftlichen Arbeiten widmete.
Anfang Dezember 1853 stellte sich Schleuniger freiwillig dem Bezirksgericht Bremgarten, das ihn am 12. Januar 1854 freisprach. Das Urteil wurde jedoch vom Obergericht umgestossen, und Schleuniger musste die Gefängnisstrafe auf der Festung Aarburg antreten. Acht Wochen später wurde er ohne Rehabilitation begnadigt, was zur Folge hatte, dass er keinen Zutritt zu öffentlichen Ämtern hatte.
Schleuniger liess sich mit seiner Frau in Klingnau nieder und nahm seine redaktionelle Arbeit in der von Huwiler herausgegebenen Badener Zeitung wieder auf, die seit 1853 anstelle der Stimme an der Limmat erschien. Schleuniger gründete am 5. April 1856 mit finanzieller Unterstützung seiner Frau Die Botschaft mit einer dazugehörigen Druckerei. Die Zeitung erschien zum ersten Mal am 23. August des gleichen Jahres in Klingnau. Inzwischen hatte sich Schleuniger mit den neuen politischen Verhältnissen abgefunden und wollte als Anführer der konservativen Katholiken die katholischen Einwohner des Kantons Aargau dazu ermutigen, für ihre Überzeugungen auch öffentlich einzutreten.
Schleunigers Ziel war der eigentliche Volksstaat, die Verwirklichung der Volksrechte auf politischem wie kirchenpolitischem Gebiet, so der indirekten Volkswahl der Bezirksbehörden und des Volksrechts des Referendums. Schleuniger war entschieden gegen die Einmischung des Staatskirchentums in die Belange des kirchlichen Lebens. Seine Auffassung vom christlichen Staat vertrug sich jedoch nicht mit der auf Grund eines Bundesbeschlusses vom Grossen Rat angeordneten Gleichberechtigung der Juden. Mit Hilfe des Komitees der «19 Mannli» appellierte Schleuniger an das Aargauer Volk, den Grossen Rat abzuberufen und die Änderung des Judengesetzes zu verlangen ungeachtet der Tatsache, dass die Juden in den Aargauer Gemeinden Lengnau und Endingen seit dem 17. Jahrhundert lebten. Am 27. Juli 1862 beschloss das aargauische Volk, den Grossen Rat abzusetzen. Das Emanzipationsgesetz wurde zurückgesetzt. Infolge Schleunigers antijüdischer Arbeit verzögerte sich die Gleichberechtigung der Juden im Aargau bis 1879, mehr als 10 Jahre später als die Emanzipation auf Schweizer Ebene (1866).
Noch auf seinem Krankenlager tat Schleuniger seine Meinung zum Zeitgeschehen im weitverbreiteten Flugblatt Worte an das Schweizervolk kund, bevor er am 9. Oktober 1874 verstarb.